# Maiacetus
Maiacetus inuus foi uma espécie de cetáceo extinto da família Protocetidae. Seus restos fósseis foram encontrados na província de Baluquistão, Paquistão. Media cerca de 2,5 m de comprimento. É a única espécie descrita para o gênero Maiacetus.